# Partizansk
Partizansk (do 1972 Suczan) – miasto w Rosji, w Kraju Nadmorskim. W 2010 roku liczyło 38 659 mieszkańców.